# Ґрунти Закарпатської області
Ґрунтовий покрив території Закарпатської області сформувався під дією живих організмів на гірські материнські породи в різних умовах клімату, зволоження та рельєфу. Формування сучасних ґрунтів відбувалося протягом всього голоцену. За характером рослинності, рельєфу, клімату та зволоження територія області виразно поділяється на дві частини — гірську й рівнинну.
У гірській частині ґрунтоутворення відбувається за буроземним типом. Основний фактор — гірський рельєф, який перерозподіляє рослинний покрив, тепло і вологу, викликає висотну ґрунтову поясність. Ґрунтоутворення на гірських схилах зумовлює абсолютну та відносну молодість ґрунтів, незначну потужність, розвиток природної денудації, прискорює викликану людською діяльністю площинну та лінійну ерозію.
На рівнинній частині ґрунтоутворення відбувається в умовах теплого та достатньо вологого клімату. Материнські породи тут давні та сучасні алювіальні, меншою мірою делювіальні відклади переважно важкого механічного складу. Рівнинність рельєфу та неглибоке залягання ґрунтових вод спричиняють значне оглеєння ґрунтів, а їх утворення під лісовою рослинністю накладає на ґрунтоутворення ще й підзолистий процес.

## Основні типи ґрунтів
Бурі гірсько-лісові ґрунти (буроземи) — це найбільш поширений фоновий тип ґрунтів гірської частини Закарпаття. Вони розвинулись на схилах у межах лісового поясу від підніжжя гір до 1100…1200 м у західній та 1500…1550 м у східній частині області. Їх материнська порода — алювій-делювій флішу кристалічних порід Рахівського масиву та магматичних відкладів Вулканічного хребта. У процесі звітрювання цих порід утворюються переважно суглинисті відклади, лише крупнозернисті пісковики (наприклад, Рахівської світи) дають супіски та піски. Породний склад лісів майже не впливає на характер буроземів. Практично однакові властивості вони мають під буковими, смерековими та мішаними лісостанами.
Дерново-буроземні ґрунти за характером ґрунтоутворення, загальним виглядом ґрунтового профілю, фізичними та хімічними властивостями близькі до типових буроземів гірської частини Закарпатської області. Виділяються вони в окремий тип внаслідок накладання дернового процесу ґрунтоутворення на буроземний у специфічних умовах їх залягання та більшої участі в ґрунтоутворенні трав'янистої рослинності. Формування цих ґрунтів відбувалося на виположених гірських схилах, середніх і високих терасах гірських річок у нижній частині лісового поясу Карпат під дубовими та буковими лісами на глибоких товщах елювію-делювію карпатського флішу та давньоалювіальних відкладів. Ці породи мають переважно незначну щебінюватість, задовільно дреновані, а тому оглеєні відміни поширені мало.
Буроземно-підзолисті ґрунти, поширені на виположених формах рельєфу горбів, гряд у передгір'ї і високих терас гірської частини області. Вони утворились на досить глибоких товщах делювіальних і давньоалювіальних переважно нещебнистих відкладів. На їх формування вплинули два основні процеси ґрунтоутворення; буроземний, що відбувався під впливом лісової рослинності, і псевдопідзолистий або лессіваж, викликаний надмірним зволоженням і поверхневим оглеєнням, яке зумовлює відновлення окисного заліза, переведення його у двовалентний рухомий іон і збільшує рухомість гумусових речовин. Ці сполуки перерозподіляються по профілю ґрунту за підзолистим типом, але без тих глибоких хімічних перетворень, які властиві справжньому підзолистому процесові.
Гірсько-лучно-буроземні ґрунти полонин поширені в субальпійському й альпійському висотних поясах (полонинах) на висотах понад 1100…1200 м у західній і 1500…1550 м східній частинах області. їх формування відбувалося під лучною, чагарничковою та чагарниковою рослинністю, хоч і не виключається участь лісової рослинності у більш теплі періоди голоцену. Сучасне поширення цих ґрунтів збігається з холодною висотною зоною, для якої характерні низькі суми активних температур (1000…600°С і менше) і високий гідротермічний коефіцієнт (4-5). У таких умовах відбувається досить повільний процес вивітрювання гірських порід і уповільнюється ґрунтоутворення, зокрема мінералізація органічних решток, характерне оторфовіння.
Лучно-буроземні ґрунти на алювії нижніх терас гірських рік утворилися на алювіальних та алювіально-делювіальних відкладах заплав, нижніх (другої-третьої) терас і конусів виносу на них у передгірському поясі області на висотах понад 250…300 м. Ці відклади здебільшого мають легко- або середньосуглинистий механічний склад, різну товщину. Знизу їх підстелюють піщано-супіщаний матеріал та ріняк. Добрий дренаж і постійне зволоження зумовлюють сприятливі умови ґрунтоутворення за лучним типом, а багата трав'яниста рослинність сприяє нагромадженню гумусу, в якому переважають темно забарвлені гумінові кислоти.
Дерново-підзолисті ґрунти на алювії низьких терас поширені у Притисенській низовині на середньосуглинистих терасах з ускладненою поверхнею частими мікроформами рельєфу у вигляді невисоких горбів, гряд, понижень. Це сприяло розвитку лісової рослинності та завадило ранньому освоєнню цих земель для землеробства. Протягом тривалого часу тут переважав підзолистий процес ґрунтоутворення. Неглибоке залягання ґрунтових вод сприяє оглеєнню нижньої частини профілю. У більш важких за механічним складом відмін оглеєння починається з глибини 20…25 см, тому вони належать до глейових ґрунтів. Але більшість їх складена легкими та середніми суглинками, займаючи дещо підвищені ділянки рельєфу. Оглеєння тут незначне, трапляється на глибині 70…90 см. Тому ці ґрунти глеюваті.
Дернові ґрунти на високих заплавах сформувались на надзаплавній терасі Тиси та її допливів у межах Закарпатської низовини, яка складена переважно глинистим і суглинистим алювієм, відзначається майже ідеальною рівнинністю рельєфу. В утворенні ґрунтів брали участь: дерновий процес, що відбувався під дією трав'янистої рослинності своєрідного лісостепу в доагрикультурний час і культурної та лучної рослинності протягом кількох останніх тисячоліть; підзолистий, зумовлений широколистяними лісами, переважно дібровами; глейовий, викликаний неглибоким заляганням ґрунтових вод (1,5…2 м). Комбінація цих трьох процесів спричинилася до утворення дернових ґрунтів різного ступеня опідзолення й оглеєння, але домінуючою тут є відміна дернових опідзолених глейових ґрунтів, на більш детальній характеристиці якої і зупиняємось.
Дернові ґрунти на сучасному алювії утворились у заплаві Тиси та Латориці на піщаних і супіщаних, рідше легкосуглинистих алювіальних відкладах, часто шаруватих, підстелених галечником. Відклади відзначаються хорошою дренованістю, а тому сформовані на них ґрунти мають найкращий в умовах Закарпаття водно-повітряний режим.
Лучні та болотні ґрунти на алювії поширені в заплавах Тиси й Латориці та їх допливів, на Чорному мочарі та в інших замкнених пониженнях. Сформувалися вони на алювіальних та алювіально-делювіальних відкладах в умовах неглибокого залягання ґрунтових вод під трав'янистою лучною та болотною рослинністю. Займаючи порівняно невеликі площі, ці ґрунти відзначаються значною різноманітністю. Розглянемо лише найбільш типові їх відміни. У наш час ця група ґрунтів дуже видозмінена меліораціями та господарським освоєнням. Вони є прикладом того, як під впливом господарської діяльності відбувається формування культурних меліорованих ґрунтів, загальний тип яких важко й визначити.